# Paris-Bourges 2005
Paris-Bourges 2005 est la 55e édition de la course cycliste française Paris-Bourges se déroulant le 6 octobre 2005 entre Gien (Loiret) et Bourges (Cher), sur une distance de 196,5 kilomètres.
La course fait partie de la première édition du circuit continental européen UCI Europe Tour en catégorie 1.1 et constitue la dernière des quatorze courses de la quatorzième édition de la coupe de France de cyclisme sur route.
L'épreuve est remportée par le Danois Lars Bak évoluant dans l'équipe danoise CSC.

## Présentation

### Équipes
16 équipes sont au  départ de la course : six équipes UCI ProTeam, six équipes continentales professionnelles et quatre équipes continentales.
| ProTeams (6)- CSC - La Française des jeux - Phonak Hearing Systems - Cofidis-Le Crédit par Téléphone - Crédit Agricole - Bouygues Télécom Équipes continentales professionnelles (6)- Agritubel - Mr Bookmaker.com-SportsTech - RAGT Semences - AG2R Prévoyance - Chocolade Jacques-T-Interim - Landbouwkrediet-Colnago Équipes continentales (4)- Jartazi Revor - Rabobank Continental - Bretagne-Jean Floc'h - Auber 93 |
| |

## Classement final
| \| Classement général \| Classement général \| Classement général \| Classement général \| Classement général \| \| Coureur \| Coureur \| Pays \| Équipe \| Temps \| \| ------------------ \| ------------------ \| ------------------ \| ------------------------------- \| ------------------ \| \| 1er \| Lars Bak \| Danemark \| CSC \| 4 h 31 min 35 s \| \| 2e \| Benoît Vaugrenard \| France \| La Française des jeux \| + 10 s \| \| 3e \| Grégory Rast \| Suisse \| Phonak Hearing Systems \| + 10 s \| \| 4e \| Matti Breschel \| Danemark \| CSC \| + 10 s \| \| 5e \| Staf Scheirlinckx \| Belgique \| Cofidis-Le Crédit par Téléphone \| + 20 s \| \| 6e \| Aurélien Clerc \| Suisse \| Phonak Hearing Systems \| + 20 s \| \| 7e \| Jaan Kirsipuu \| Estonie \| Crédit Agricole \| + 20 s \| \| 8e \| Romain Feillu \| France \| \| + 20 s \| \| 9e \| Lars Michaelsen \| Danemark \| CSC \| + 20 s \| \| 10e \| Lilian Jégou \| France \| La Française des jeux \| + 20 s \| |                   |          |                                 |                 |
| |                   |          |                                 |                 |
| |                   |          |                                 |                 |
| Classement général |                   |          |                                 |                 |
| Coureur | Coureur           | Pays     | Équipe                          | Temps           |
| 1er | Lars Bak          | Danemark | CSC                             | 4 h 31 min 35 s |
| 2e | Benoît Vaugrenard | France   | La Française des jeux           | + 10 s          |
| 3e | Grégory Rast      | Suisse   | Phonak Hearing Systems          | + 10 s          |
| 4e | Matti Breschel    | Danemark | CSC                             | + 10 s          |
| 5e | Staf Scheirlinckx | Belgique | Cofidis-Le Crédit par Téléphone | + 20 s          |
| 6e | Aurélien Clerc    | Suisse   | Phonak Hearing Systems          | + 20 s          |
| 7e | Jaan Kirsipuu     | Estonie  | Crédit Agricole                 | + 20 s          |
| 8e | Romain Feillu     | France   |                                 | + 20 s          |
| 9e | Lars Michaelsen   | Danemark | CSC                             | + 20 s          |
| 10e | Lilian Jégou      | France   | La Française des jeux           | + 20 s          |